# Банги (Англия)
Банги (англ. Bungay) — городок в графстве Саффолк, Англия. Расположен в долине Уэйвени в излучине одноимённой реки.

## История
Происхождение названия Bungay, как полагают, восходит к англосаксонскому названию Bunincga-haye, означающего землю, принадлежащую племени Бонна, саксонского вождя. Благодаря своему высокому положению, защищенному рекой и болотами, местность хорошо укреплена и привлекала поселенцев с ранних времен. В окрестностях встречаются древнеримские артефакты.

## Фольклор

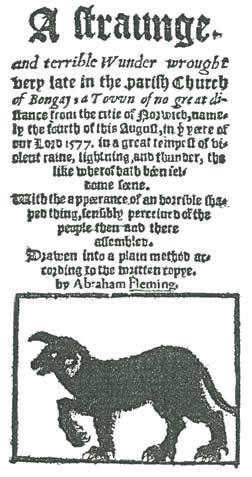
Титульный лист отчета преподобного Абрахама Флеминга (1552–1607) о появлении Черного Шака в Саффолке: «Странное и ужасное чудо совершилось очень поздно в приходской в церкви Банги, городке, близ города Норвич, а именно 4 августа сего, 1577 года от Рождества Христова, в великой буре с сильным дождем, молниями и громом, подобного которому редко видели.»

Город известен прежде всего легендой о Чёрном Шаке — призрачном чёрном псе из английских легенд. Фольклорист Уолтер Рю в 1877 году писал, что Чёрный Шак «является самым любопытным из наших местных явлений, так как все сообщения, без сомнения, повествуют об одном и том же животном». Поводом для легенды стало явление, якобы имевшее место в церкви Банги 4 августа 1577 года, о чем имеются записи в местной хронике, среди реальных исторических событий. Изображения огромной чёрной лохматой собаки с тех пор стали частью местной иконографии. Во время службы вдруг грянул гром, двери распахнулись, и в помещение церкви вбежал огромный чёрный пёс, который подбежал к нефу мимо большого количества людей, загрыз мужчину и мальчика и снёс церковный шпиль (количество погибших и некоторые детали легенды в разных пересказах несколько отличаются), после чего исчез, оставив перед этим выжженные отметины около двери, сохранившиеся в церкви до сих пор и называемые в народе «отметинами дьявола». Исследователи Девид Уолдрон и Кристофер Рив считают, что отметины на самом деле оставлены залетевшей в церковь во время грозы шаровой молнией, которая в передаваемых от одних людей к другим слухах «превратилась» в народной молве в чёрного пса из легенд.

## Промышленность
К югу от Банги в имении Сайнт-Питерс-холл расположена всемирно известная крафтовая пивоварня St. Peter's Brewery, основанная пионером брендинга Джоном Мёрфи